# 皮普伊萬山 (馬爾馬羅什山脈)
47°55′35″N 24°19′30″E / 47.92639°N 24.32500°E

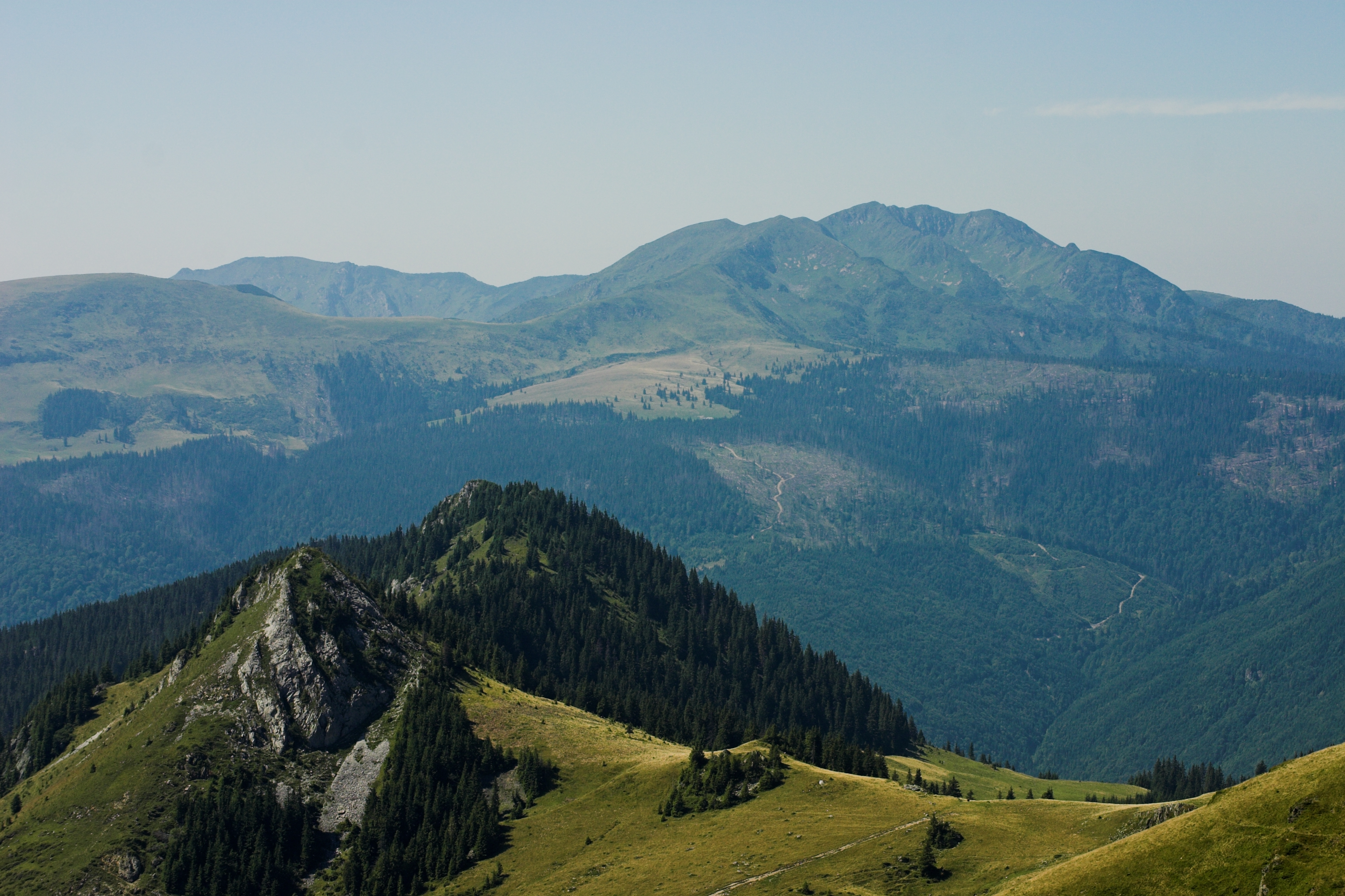

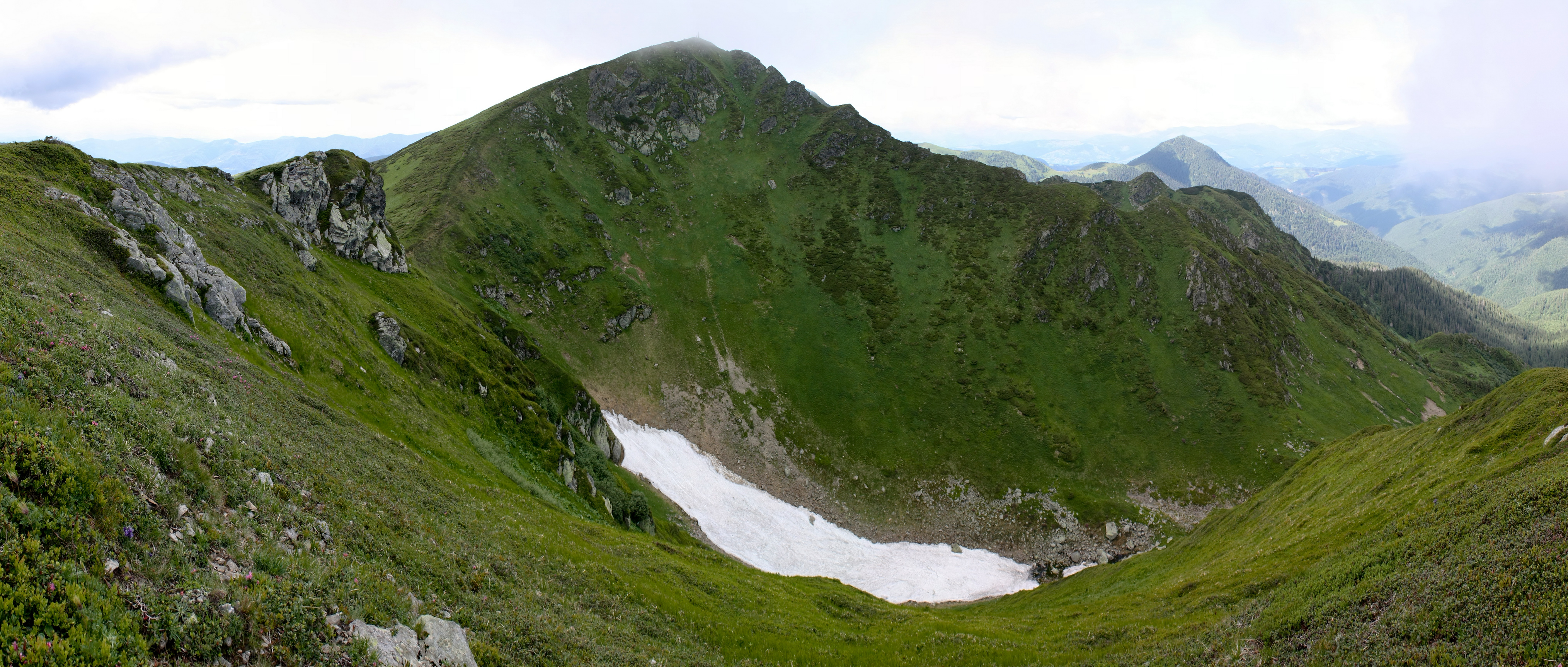

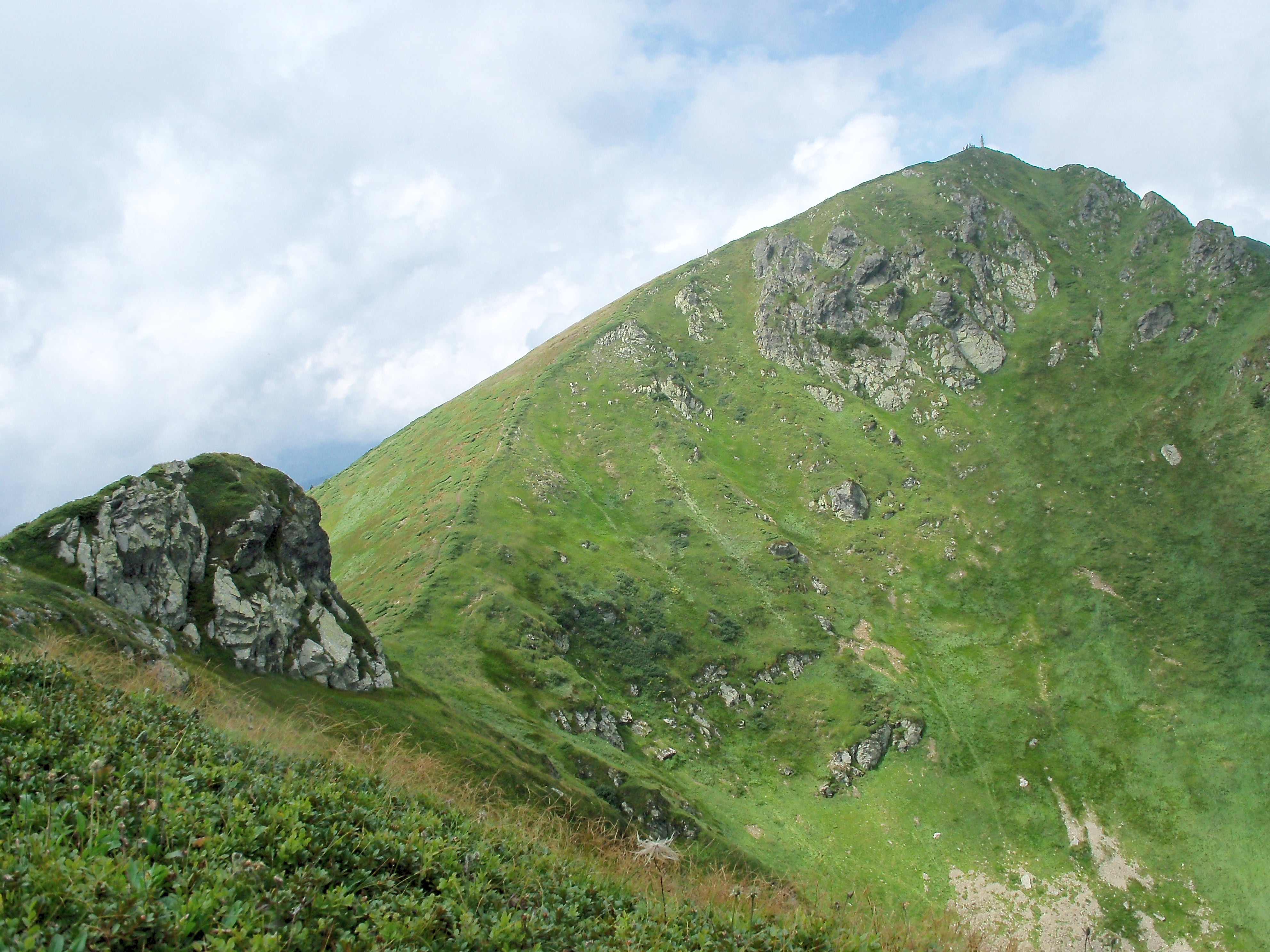

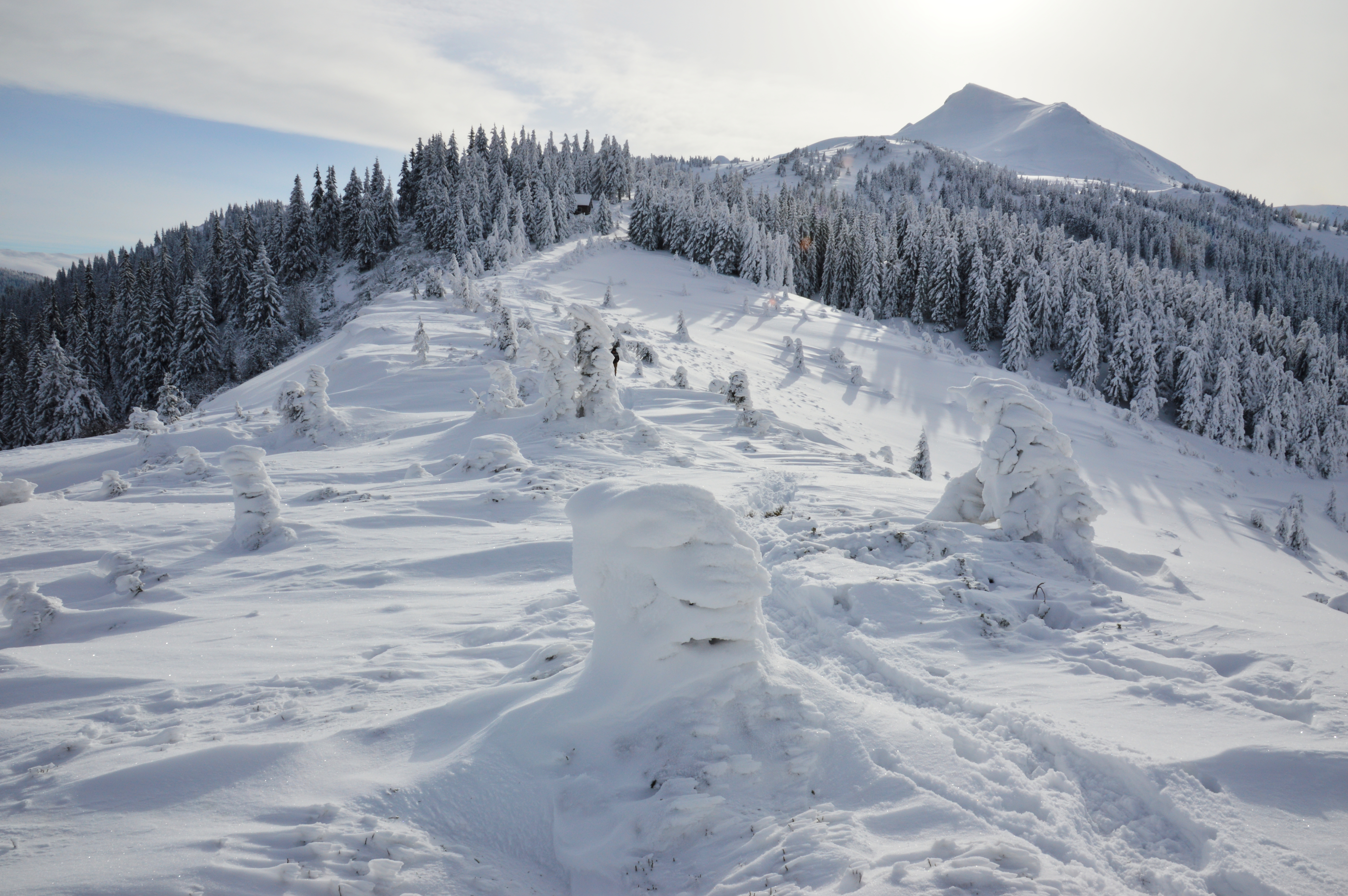

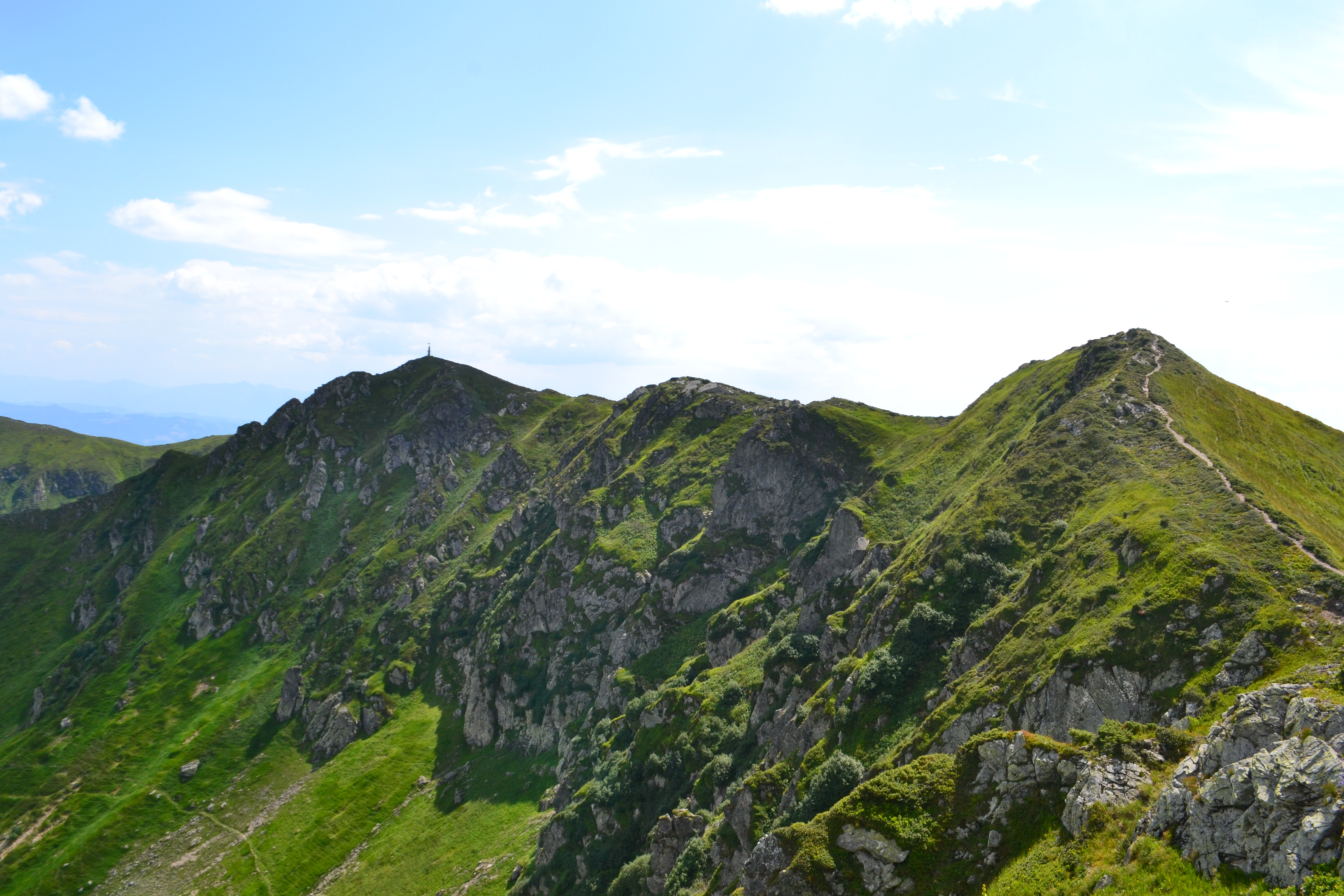

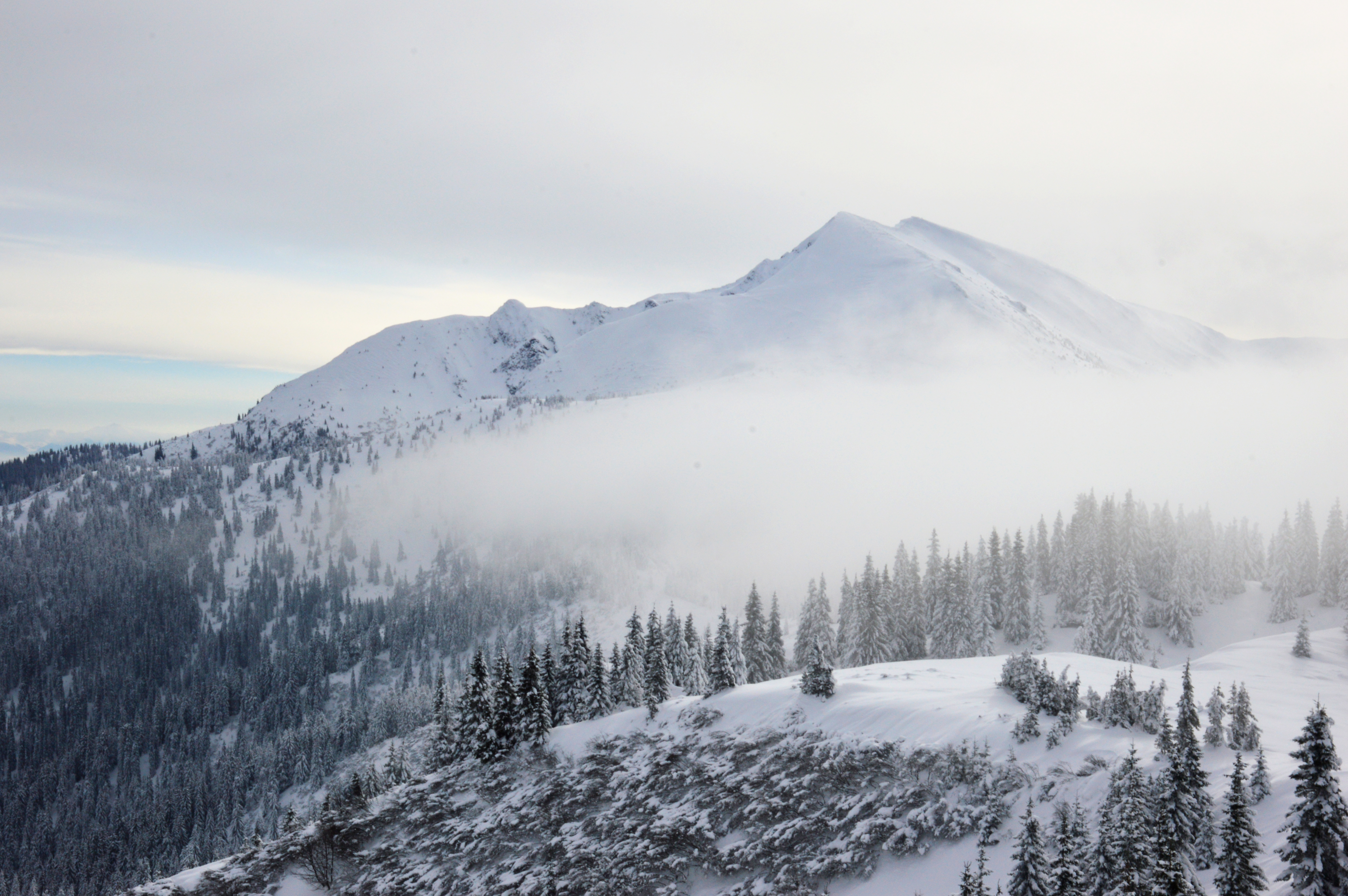

皮普伊萬山是東歐的山峰，位於烏克蘭和羅馬尼亞接壤的邊境，屬於喀爾巴阡山脈中馬爾馬羅什山脈的一部分，海拔高度1,938米，山體由片麻岩組成。